# The Opposite of Sex
The Opposite of Sex is een film uit 1998 onder regie van Don Roos.

## Verhaal
Dede rent weg van huis en trekt in bij haar homoseksuele halfbroer Bill. Maar dan gaat ze flirten met zijn vriendje Matt en laat hem geloven dat ze zwanger van hem is. Matt verlaat Bill voor haar. Verder wordt er in de film nog veel gechanteerd, geflirt en verraden.

## Rolverdeling
| Acteur          | Personage            |
| --------------- | -------------------- |
| Christina Ricci | Dede Truitt          |
| Martin Donovan  | Bill Truitt          |
| Lisa Kudrow     | Lucia DeLury         |
| Lyle Lovett     | Sheriff Carl Tippett |
| Ivan Sergei     | Matt Mateo           |
| Johnny Galecki  | Jason Bock           |